# Ејми Ирвинг
Ејми Дејвис Ирвинг (Пало Алто, 10. септембар 1953) је америчка глумица и певачица, која је радила на филму, у позоришту и на телевизији. Њена признања укључују награду Оби и номинације за две награде Златни глобус и Оскара.
Рођена у Пало Алту, Калифорнија, од Џула Ирвинга и Присиле Поинтер, Ирвинг је свој рани живот провела у Сан Франциску пре него што се њена породица преселила у Њујорк током њених тинејџерских година. У Њујорку је дебитовала на Бродвеју у Сеоској жени (1965–1966) са 13 година. Ирвинг је касније студирала позориште на Америчком конзерваторијумском позоришту у Сан Франциску и на Лондонској академији музичке и драмске уметности пре него што је дебитовала у играном филму Кери (1976) Брајана Де Палме, након чега је уследила главна улога у натприродном трилеру Бес из 1978.
Године 1980. Ирвинг се појавила у бродвејској продукцији Амадеуса и филму Ружа од орлових ноктију (1980), добивши Златну малину за најгору споредну глумицу. Добила је улогу у музичком епу Барбре Стреисанд Јентл (1983), за који је номинована и за Оскара за најбољу споредну глумицу и Златну малину за најгору споредну глумицу. Године 1988. добила је награду Оби за своју улогу ван Бродвеја у представи Пут у Меку, а номинована је за награду Златни глобус.
Ирвинг се потом појавио у оригиналној бродвејској продукцији Сломљено стакло (1994) и оживљавању Три сестре (1997). На филму је глумила у ансамбл комедији Хари ван себе (1997), и поновила своју улогу у Кери 2: Бес (1999) пре него што је заједно са Мајклом Дагласом играла у крими-драми Стивена Содерберга Путеви дроге (2000).

## Младост
Ирвинг је рођен 10. септембра 1953. у Пало Алту. Њен брат је писац и редитељ Дејвид Ирвинг, а њена сестра Кејти Ирвинг је певачица и учитељица глуве деце. Ирвингов отац је био руско-јеврејског порекла, а један од Ирвингових пра-пра-прадеда по мајци такође је био Јевреј. Ирвинг је одгајана у вери своје мајке у хришћанску науку, а њена породица није поштовала верске традиције.
Свој рани живот провела је у Сан Франциску у Калифорнији, где је као дете била активна у локалном позоришту. Усавршавала се и на Лондонској академији музичке и драмске уметности. Као тинејџерка, Ирвинг се са породицом преселила у Њујорк, где је њен отац постављен за директора Репертоарског позоришта Линколн центра. Тамо је Ирвинг завршила професионалну дечију школу.

## Каријера
Ирвингово прво појављивање на сцени било је са девет месеци у продукцији "Румплестилтскин" где ју је њен отац довео на сцену да игра улогу свог детета које мења за предено злато. Затим је са две године глумила лик из бита („Принцеза Примроуз“) у представи коју је режирао њен отац. Имала је сталну улогу у бродвејској емисији Сеоска жена 1965–66 са 12 година. Њен лик је био да прода хрчка Стејси Кич у сцени гомиле. Представу је режирао породични пријатељ Роберт Симондс, помоћник директора Репертоарског позоришта Линколн центра, који је касније постао њен очух након што јој је отац умро, а мајка се поново удала. У року од шест месеци од повратка у Лос Анђелес са Лондонске академије музичке и драмске уметности средином 1970-их, Ирвинг је глумио у великом филму и радио је на разним ТВ пројектима као што су спотови за госте у Полице Воман, Хаппи Даис и главна улога у епској мини серији Једном орао поред ветерана Сема Елиота и Глена Форда и младе Мелани Грифит . Играла је Јулију у Ромеу и Јулији у лосанђелеском Слободном Шекспир позоришту 1975. године, а вратила се улози у Репертоару у Сијетлу (1982–1983).
Ирвинг је био на аудицији за улогу принцезе Леје у Ратовима звезда, која је припала Кери Фишер. Потом је глумила у филмовима Кери у режији Брајана Де Палме као Сју Снел (њена мајка је такође била у Кери ) и Бес као Џилијан Белавер. 1999. је поновила своју улогу Сју Снел у Кери 2. Године 1983. играла је у редитељском дебију Барбре Стрејсенд, Јентл, за који је добила номинацију за Оскара за најбољу споредну глумицу . Године 1984. играла је у филму Мицки + Мауде . Године 1988. је играла у филму Ко је сместио Зеки Роџеру, обезбеђујући певачки глас за Џесику Ребит. Године 1997. појавила се у филму Вудија Алена Хари ван себе. Ирвинг се такође појавио у ТВ серији Алијас као Емили Слоун и епизоди серије Ред и закон: Одељење за специјалне жртве 2001.